# Die Augen des Wolfes
Die Augen des Wolfes (Originaltitel: Oviri) ist eine dänisch-französische Filmbiografie aus dem Jahr 1986. Der Historienfilm erzählt das Leben des französischen Malers Paul Gauguin von 1893 bis 1895 nach.

## Handlung
Nach zwei Jahren Aufenthalt auf Tahiti kehrt Paul Gauguin 1893 nach Paris zurück. Obwohl er nur vier Franc in der Tasche hat, lässt er seine Bilder mit großer Zuversicht in einer Galerie ausstellen. Nur verkaufen sie sich nicht wie erwünscht. Vielmehr ist er dem Spott und dem Unverständnis seiner potentiellen Kunden ausgesetzt. Auch das Urteil Edgar Degas, dass Gauguin wie ein Wolf male, ändert nichts an seiner finanziellen Not. Der jungen Judith Molard, der Tochter seines Nachbarn, erklärt er, dass diese Bezeichnung auf eine alte Geschichte zurückgehe, dass der Wolf lieber in Freiheit verhungere, als sich wie der Hund vom Menschen versklaven lasse. Auf Tahiti hatte er dieses Leben und diese Freiheit, doch hier in Paris werde er nur von Geldsorgen geplagt. Glücklicherweise hat ihm ein verstorbener Onkel eine kleine Erbschaft hinterlassen, von der es sich nun gut lebt. So besucht er wieder Juliette Huet und deren kleine Tochter Carmen. Mit dem Geld will er wieder an ihrer Seite leben und sie unterstützen.
Nur will er seine Ex-Frau, die in Kopenhagen lebende Mette Gad, nicht unterstützen. Lediglich 1500 Franc schickt er ihr. Dafür verkauft sie seine Bilder, um sich zusätzlich etwas Geld zu verdienen, während ihr Anwalt Eduard Brandes nach Paris reist, um den nötigen Anteil an ihrem Erbe einzutreiben. Nur kann Gauguin keine Bilder verkaufen. Zwar habe er viel von Vincent van Gogh gelernt, aber die Bilder, die er ihm überließ, will er nicht verkaufen. Nur seine eigenen. Dafür wird ihm die obdachlose Annah vorgestellt, eine Mulattin, die ihm fortan als Aktmodel dient. Während dieser Zeit reift bei Gauguin der Gedanke mit seinem Erbe und all seinen Künstlerfreunden, zu denen sich auch bald August Strindberg gesellt, eine Künstlerkolonie auf Tahiti zu gründen. Doch dazu müsse man erst genügend Geld haben und die Freunde wirklich davon überzeugen. Denn noch immer finden Gauguins Bilder keine Abnehmer. Auch unter seinen Freunden finden sich Kritiker. So verstehe Strindberg nicht, warum Gauguin nur diese unzivilisierten Tahitianer zeichnen könne, wenn doch die zivilisierte Welt so viele Motive biete. Dagegen widerspricht Gauguin energisch. Schließlich seien diese Menschen viel zivilisierter, als er denke. Sie würden sich an ein Leben erinnern, dass einem Europäer fremd geworden sei, weil sie viel ursprünglicher und unschuldiger leben. Das wollte er auch mit seinen Bildern einfangen. Bilder, die niemand zu verstehen und mögen vermag. Erst als Brandes aus Dänemark erscheint, findet er jemanden, der seine Bilder zu schätzen weiß.
Privat häufen sich bei Gauguin die Probleme mit den Damen. Er enttäuscht Judith zutiefst, denn er nutzte ihre Begeisterung, für ihn Akt sitzen zu dürfen, aus, weil Annah gerade nicht zur Verfügung stand. Damit habe er sie betrogen. Später erscheint Juliette und zerrt die nackte Annah von ihrem Stuhl, schließlich sei sie die einzige an Gauguins Seite. Doch er will sein Model nicht verlieren, sodass Juliette sich von ihm trennt. Diesen Problemen kann er nur entkommen, wenn Gauguin mit seinen Freunden nach Tahiti reist. Doch auf dem Weg nach England kommt es zu einer Schlägerei mit Seemännern, bei der sich Gauguin den Fuß bricht und fortan bettlägerig ist. Da er nicht arbeiten kann und sich seine Bilder weiterhin nicht verkaufen, verringern sich auch seine Geldreserven. Mit den Ansprüchen Annahs kann er bald nicht mehr haushalten, sodass diese enttäuscht von dem ihr drohenden Lebensstil mehrere seiner Bilder zerstört und alles mit sich nimmt, was sie an Wertsachen finden kann. Völlig mittellos muss Gauguin anschließend bei seiner Ex-Frau um Geld betteln. Er brauche nur etwas Geld, um zurück nach Tahiti zu können. Hören werde sie bestimmt nicht mehr von ihm. Doch er erhält nichts und muss Strindberg um einen Beitrag für seinen Ausstellungskatalog bitten. Geld verdient er auch bei der Versteigerung seiner Bilder nicht, lediglich 800 Franc. Als sich seine Freunde des Traums nach Tahiti zu reisen, bewusst werden, verzichten sie nach und nach darauf, Gauguin zu begleiten, sodass er mit dem Verkauf seiner Van-Gogh-Gemälde noch 1500 Franc verdient und alleine Frankreich verlässt.

## Hintergrund
Regisseur Henning Carlsen hatte 1980 einen Herzinfarkt und wachte drei Tage später, am 17. November, im Krankenhaus auf, wobei ihm sofort der Gedanke für einen Film zu Gauguin kam. Seitdem versuchte er einen dänischen Film über einen französischen Maler mit einem US-amerikanischen Schauspieler in englischer Sprache zu drehen.
Seine Weltpremiere hatte der Film während der Internationalen Filmfestspiele von Venedig 1986. In den dänischen Kinos startete er am 5. September 1986 und in den französischen Kinos am 13. Mai 1987. In Deutschland kam er am 13. September 1988 direkt auf VHS heraus.
Donald Sutherlands Sohn Kiefer Sutherland spielte in dem 2003 veröffentlichten Paradies – Die Leidenschaft des Paul Gauguin ebenfalls Gauguin, allerdings die Jahre vor 1893 auf Tahiti.

## Kritiken
Michael Wilmington lobte in der Los Angeles Times, dass Sutherland gegenüber früheren Darstellung Gauguins in diesem „feinem biografischen Drama“ weniger für die „muskuläre Vitalität als für das Gefühl“ spiele. So verdeutliche er den gebrochenen Stolz Gauguins mit „schwachem Kinn und zarten, tränenden Augen und dem Hauch von einem Lispeln in seiner Stimme“. Dabei spiele gerade Salomons Kameraarbeit mit seinen „keuschen, angespannten Bildern“ gegen diese Sentimentalität an. Insgesamt sei der Film allerdings „weniger gewagt und provokativ“ und würde über „liebevoll komponierte“ Musik eine „romantische Perspektive“ in der Geschichte zeigen.
Da „Sutherland alles gibt“, handle es sich bei diesem Film um ein „feinfühlig schattiertes Portrait eines Künstlers als Mann mittleren Alters“, meinte Walter Goodman von der New York Times. Zwischendurch spiele er so „lässig und stolz“, dass er dem Filme so manche „besonders kraftvollen Momente“ schenke.
Obwohl die Drehbuchautoren Gauguin als „linken Bohemian“ darstellen und ihn scheinbar mögen, war Hal Hinson von der Washington Post verwundert, dass der Film nicht „lebendiger“ sei und es so wenig „unvergessliche Momente“ gebe. Der eigentliche Höhepunkt war für Hinson auch, als Max von Sydow erschien, denn Sutherlands Darstellung sei demgegenüber „herrisch und völlig leblos“ und „monumental unauthentisch“.
Hedy Weiss lobte in der Chicago Sun-Times diesen „schön gestalteten und sehr eindrucksvollen Film“. Das „spärliche, scharfe, zuweilen selbstbewusste Drehbuch“ sei von Carlsen „konsequent umgesetzt“ worden. Sutherland, der „zurückhaltend, aber auch herrlich sinnlich und exquisit beißend“ spiele, lobte sie.
Das Lexikon des internationalen Films meinte: „Solide inszenierte und gespielte Chronik eines Künstlerlebens, die sich Gauguins Vorstellung der menschlichen Wildheit jedoch zu akademisch und leidenschaftslos annähert, um vollends zu überzeugen.“

## Auszeichnungen
Sofie Gråbøl wurde für ihre Darstellung der Judith Molard 1987 sowohl mit einem Bodil als Beste Nebendarstellerin als auch mit einem Robert als Beste Nebendarstellerin ausgezeichnet. Außerdem wurde der Film bei seiner Weltpremiere in Venedig mit einer Nominierung für den Goldenen Löwen bedacht.